# Bob Dylan (album)
Pour les articles homonymes, voir Bob Dylan.
Albums de Bob Dylan
The Freewheelin' Bob Dylan
(1963)
Bob Dylan est le premier album de Bob Dylan, sorti en 1962 sur Columbia Records.

## Historique
Enregistré en trois séances en novembre 1961 pour seulement 402 dollars (d'après une plaisanterie de John Hammond), il paraît le 19 mars 1962. Comme c'était l'usage à l'époque, le disque contient essentiellement des reprises de chansons folk traditionnelles : seules 2 chansons ont été écrites par Dylan. Certaines reprises sont des adaptations personnelles, notamment au niveau musical, mais d'autres sont copiées sur les interprétations d'autres folksingers, souvent sans leur accord, comme c'est le cas de son ami Dave Van Ronk, qui lui avait montré son arrangement de The House of the Rising Sun. Celui-ci en témoigne dans le film No Direction Home de Martin Scorsese. Cet album ne manque pas d'intérêt : d'abord parce qu'il permet d'avoir un aperçu du jeune Dylan à une époque où il n'était encore qu'un folksinger parmi d'autres, vivant difficilement en chantant d'antiques folk-songs qu'il vénérait plus que tout. Il affirmera d'ailleurs dans son autobiographie, Chronicles Part. 1, avoir commencé à écrire ses propres morceaux car il ne parvenait pas à chanter les vraies folk-songs aussi bien qu'elles le méritaient. En 1962, Dylan a déjà développé son propre style, notamment vocal, recherchant davantage l'expressivité brute que la « belle » chanson. On trouve même quelques surprises sur ce disque, comme son imitation de bluesman noir sur Fixin' To Die Blues. Les deux uniques compositions de Dylan sont loin d'être banales : dans Talkin' New York, il raconte avec humour ses propres aventures en arrivant à New York en 1961 et ses premières prestations musicales dans les "coffee houses" de Greenwich Village.
Quant à Song to Woody (en), il s'agit d'un hommage à son mentor, le folksinger Woody Guthrie, qui agonise à l'hôpital de New York. Dylan y pousse plus loin encore le symbolisme et les prédictions d'apocalypse, et semble dédier à Woody toute son œuvre à venir. Au cours des séances d'enregistrement, Dylan interprète quatre chansons qui ne figurent pas sur l'album : The House Carpenter, He Was a Friend of Mine, Man of the Street et Ramblin' Round, les 3 premières figurant sur l'album The Bootleg Series Volumes 1-3 (Rare and Unreleased) 1961-1991. Robert Shelton, journaliste au New York Times, rédige les notes de pochettes sous le pseudonyme de Stacey Williams. Une édition remasterisée est publiée en juin 2013 chez Hoodoo Records, augmentée de 12 bonus (1 studio et 11 live enregistrés en radio), avec un livret de 16 pages.

## Liste des morceaux
| Face 1 | Face 1                                | Face 1       | Face 1 | Face 1 | Face 1 | Face 1 | Face 1 | Face 1 | Face 1 |
| No     | Titre                                 | Auteur       | Durée  |        |        |        |        |        |        |
| ------ | ------------------------------------- | ------------ | ------ | ------ | ------ | ------ | ------ | ------ | ------ |
| 1.     | You're No Good                        | Jesse Fuller | 1:40   |        |        |        |        |        |        |
| 2.     | Talkin' New York                      | Dylan        | 3:20   |        |        |        |        |        |        |
| 3.     | In My Time of Dyin (traditionnel)     |              | 2:40   |        |        |        |        |        |        |
| 4.     | Man of Constant Sorrow (traditionnel) |              | 3:10   |        |        |        |        |        |        |
| 5.     | Fixin' to Die                         | Bukka White  | 2:22   |        |        |        |        |        |        |
| 6.     | Pretty Peggy-O (traditionnel)         |              | 3:23   |        |        |        |        |        |        |
| 7.     | Highway 51                            | Curtis Jones | 2:52   |        |        |        |        |        |        |
| 19:27  |                                       |              |        |        |        |        |        |        |        |

| Face B | Face B                                     | Face B                | Face B | Face B | Face B | Face B | Face B | Face B | Face B |
| No     | Titre                                      | Auteur                | Durée  |        |        |        |        |        |        |
| ------ | ------------------------------------------ | --------------------- | ------ | ------ | ------ | ------ | ------ | ------ | ------ |
| 1.     | Gospel Plow (traditionnel)                 |                       | 1:47   |        |        |        |        |        |        |
| 2.     | Baby Let Me Follow You Down (traditionnel) |                       | 2:37   |        |        |        |        |        |        |
| 3.     | House of the Risin' Sun (traditionnel)     |                       | 5:20   |        |        |        |        |        |        |
| 4.     | Freight Train Blues (traditionnel)         |                       | 2:18   |        |        |        |        |        |        |
| 5.     | Song to Woody                              | Dylan                 | 2:42   |        |        |        |        |        |        |
| 6.     | See That My Grave Is Kept Clean            | Blind Lemon Jefferson | 2:43   |        |        |        |        |        |        |
| 17:27  |                                            |                       |        |        |        |        |        |        |        |

| 1.  | Mixed-Up Confusion                       | Bob Dylan    | 2:30 |
| 2.  | Roll On John (live)                      |              | 3:16 |
| 3.  | Hard Times In New York (live)            |              | 2:32 |
| 4.  | Smokestack Lightning (Live)              | Howlin' Wolf | 3:03 |
| 5.  | Stealin' Stealin (live)                  |              | 3:24 |
| 6.  | Baby, Please Don't Go (live)             |              | 2:19 |
| 7.  | The Death of Emmett Till (live)          |              | 5:11 |
| 8.  | Man On the Street (live)                 |              | 2:25 |
| 9.  | Omie Wise (live)                         |              | 4:02 |
| 10. | Don't Think Twice, It's All Right (Live) | Bob Dylan    | 3:21 |
| 11. | The Girl I Left Behind (live)            |              | 5:39 |
| 12. | Blowin' in the Wind (live)               | Bob Dylan    | 2:29 |

## Ressources bibliographiques
- Robert Shelton (trad. Jacques Vassal), No Direction Home : The Life And Music Of Bob Dylan [« Bob Dylan sa vie et sa musique : Like a Rolling Stone » ], Albin Michel, 12-03-1987  (ISBN 2226028854)